# Ministerie van Landbouw, Visserij, Voedselzekerheid en Natuur

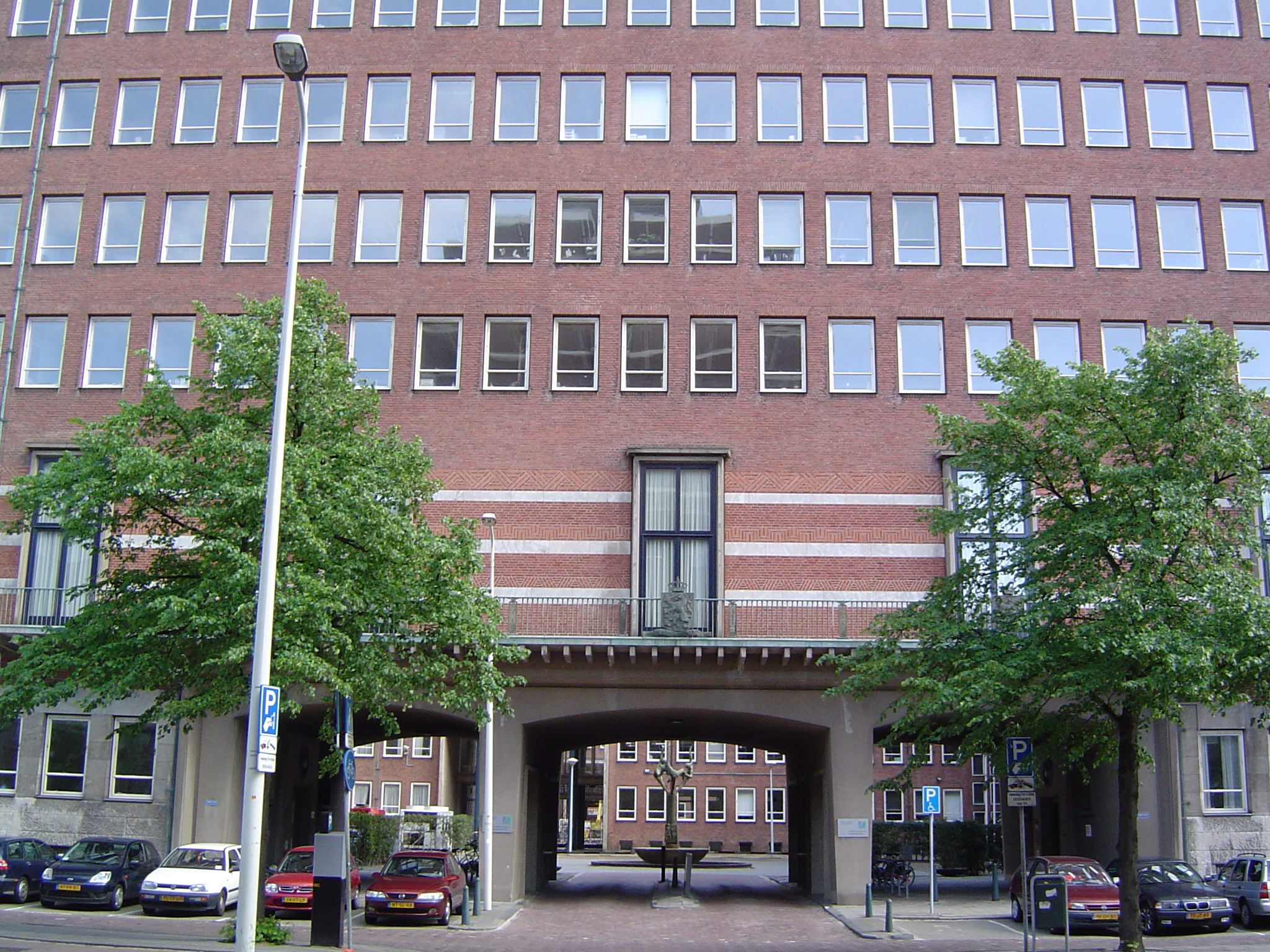
Ministeriumsgebäude

Das Ministerie van Landbouw, Visserij, Voedselzekerheid en Natuur (kurz: LVVN, deutsch: Ministerium für Landwirtschaft, Fischerei, Ernährungssicherheit und Natur) ist von 1935 bis 2010 und seit 2017 ein niederländisches Ministerium in Den Haag.

## Verantwortungsbereiche
Das Ministerium war verantwortlich für vier Politikfelder:
- Landwirtschaft und Fischerei;
- Naturschutz, Freilufterholung und Nationalparks;
- Lebensmittelsicherheit;
- Entwicklung des ländlichen Raums.

## Geschichte
Das Ministerium gab es seit 1935 als selbstständige Regierungsorganisation, seinerzeit unter dem Namen Ministerie van Landbouw en Visserij ‚Ministerium für Landwirtschaft und Fischerei‘. Vor 1935 war die Landwirtschafts- und Fischereipolitik bei anderen Ministerien angesiedelt, erst beim Innenministerium, später beim damaligen Ministerium für Verkehr, Handel und Gewerbe. Nach dem Zweiten Weltkrieg wurde die LNV-Behörde schnell ausgebaut als Folge der zunehmenden Zahl an Aufgaben, unter anderem die Rationierung von Nahrungsmitteln und der Wiederaufbau der Landwirtschaft.
Im Jahr 1982 beschloss das Kabinett Lubbers I, dass das Ministerium für Landwirtschaft und Fischerei die Verantwortung für die Politikfelder Naturbewahrung und Freiluftfreizeit vom Ministerium für Kultur, Erholung und Sozialfürsorge (Ministerie van Cultuur, Recreatie en Maatschappelijk Werk) übereignet bekommt. Der Name des Ministeriums wurde darauf in Ministerium für Landwirtschaft, Naturbewahrung und Fischerei geändert.
Am 1. Juli 2003 wurde der Name in Ministerium für Landwirtschaft, Natur und Lebensmittelqualität geändert. Die Anpassung war nötig geworden, weil die Nahrungsmittel- und Warenaufsicht (Voedsel en Waren Autoriteit) unter die Aufsicht des LNV kam.
Am 14. Oktober 2010 wurde bei der Bildung des Kabinetts Rutte I das Ministerium zusammen mit dem Wirtschaftsministerium zum Ministerium für Wirtschaft, Landwirtschaft und Innovation zusammengelegt.
Bei der Bildung des Kabinetts Rutte III am 26. Oktober 2017 wurde das Ministerium erneut gegründet. Es hat etwa 1000 Mitarbeiter.

## Untergeordnete Behörden
- Rijksdienst voor Ondernemend Nederland (RVO)
- Nederlandse Voedsel- en Warenautoriteit (NVWA)
  - Algemene Inspectiedienst (AID)
  - Plantenziektenkundige Dienst (PD)
- Dienst ICT Uitvoering (DICTU)

## Minister
Seit 1989 waren die folgenden Politiker die politischen Leiter dieses Departements:
- 2024– Femke Wiersma (BBB)
  - 2024– Jean Rummenie (BBB; Staatssekretär)
- 2022–2024 Piet Adema (CU)
- 2022 Henk Staghouwer (CU)
  - 2022– Christianne van der Wal (VVD; Ministerin ohne Geschäftsbereich)
- 2017–2022 Carola Schouten (CU)
- 2007–2010 Gerda Verburg (CDA)
- 2002–2007 Cees Veerman (CDA)
  - 2002 Jan Odink (LPF; Staatssekretär)
- 1999–2002	Laurens-Jan Brinkhorst (D66)
- 1998–1999	Haijo Apotheker (D66)
  - 1998–2002 Geke Faber (PvdA; Staatssekretär)
- 1994–1998	Jozias van Aartsen (VVD)
- 1990–1994	Piet Bukman (CDA)
  - 1990–1994 Dzsingisz Gabor (CDA; Staatssekretär)
- 1989–1990	Gerrit Braks (CDA)